# 祖庙大街店铺
祖庙大街店铺，位于中国广东省佛山市禅城区祖庙大街麒麟社1号之二，为一清朝古建筑，体现了清朝时佛山典型传统店铺样式。1998年4月30日，列入佛山市文物保护单位。